# Мороццо делла Рокка, Энрико
Энрико Мороццо делла Рокка (итал. Enrico Morozzo Della Rocca; 20 июня 1807, Турин — 12 августа 1897, Лузерна-Сан-Джованни) — сардинский, затем итальянский государственный, политический и военный деятель, генерал армии, сенатор. Военный и морской министр (1849). Видная фигура периода Рисорджименто.

## Биография
Представитель одной из самых известных и знатных пьемонтских семей. В 1816—1824 годах обучался в Королевской военной академии Турина. В апреле 1824 года стал подпоручиком, в феврале 1831 года — капитаном, в апреле 1843 года — майором, в марте 1848 года — полковником, в июле 1857 года получил чин генерала.
С 1825 года служил в генеральном штабе пьемонтско-сардинской армии. Во время Первой войны за независимость Италии был начальником штаба резервной дивизии, под командованием наследного принца Виктора Эммануила, положив начало тесной дружбе с будущим королём; отличился в сражении при Гойто между пьемонтцами и австрийской армией 30 мая 1848 года. Получив звание генерал-майора, Делла Рокка командовал бригадой в битве при Новаре (1849).
С 29 марта по 7 сентября 1849 года занимал пост военного и морского министра в кабинете Массимо Д’Адзельо.
Позже служил первым адъютантом короля, был послом на коронации императора Германии Вильгельма I в 1861 году. В 1857 году получил звание генерал-лейтенанта.
После начала Вторая война за независимость Италии был назначен начальником штаба короля, главнокомандующим пьемонтскими войсками, хотя генерал Альфонсо Ламармора оставался в должности «полевого министра».
В 1860 году принял командование 5-м армейским корпусом, вторгшегося в Папскую область. После этого также участвовал в боях против Королевства Обеих Сицилий, осадил сицилийскую крепость Капуя и вынудил её быстро сдаться. Был произведен в генералы армии и награждён Золотой медалью за воинскую доблесть. В январе 1861 года был назначен сенатором.
Во время Австро-прусско-итальянской войны в 1866 году командовал 3-м корпусом. В ходе Второй битвы при Кустоце потерпел поражение.
При жизни Делла Рокка занимал ряд других представительских и административных должностей, которые сделали его известным не только при дворе Савойи, а затем и в Италии, но и при других европейских дворах.

## Награды
- Высший орден Святого Благовещения
- Орден Святых Маврикия и Лазаря
- Военный орден Савойи
- Орден Короны Италии
- Серебряная и бронзовая медаль за воинскую доблесть
- Золотая Медаль «За воинскую доблесть» (Италия)
- Медаль Итальянской кампании 1859 (Франция)
- Памятная медаль Объединения Италии
- Маврикианская медаль
- Австрийский орден Леопольда
- Орден Заслуг (Саксония)
- Ависский орден
- Орден Леопольда I
- Орден Святого Станислава (Российская империя)
- Орден Почётного легиона
- Орден Башни и Меча
- Орден Чёрного орла